# Lhorong
Lhorong, även kallat Luolong på kinesiska, är ett härad (dzong) som lyder under Chamdo i Tibet-regionen i sydvästra Kina. Det ligger omkring 470 kilometer öster om regionhuvudstaden Lhasa.